# مشکل نهایی
مشکل نهایی (انگلیسی: The Final Problem) داستانی کوتاه از نویسنده انگلیسی بریتانیایی آرتور کانن دویل است که در دسامبر ۱۸۹۳ در مجله استراند منتشر شده.
این داستان درباره شخصیت شرلوک هولمز می‌باشد و در آخر داستان شرلوک هولمز و جیمز موریارتی هردو از آبشار رایشنباخ سقوط می‌کنند و می‌میرد. (در صورتی که واقعاً چنین اتفاقی نیفتاده و در داستان بعد راز زنده ماندن او فاش می‌شود.)